# Tinh vân Boomerang
Tinh vân Boomerang là một tinh vân tiền hành tinh lưỡng cực nằm trong chòm sao Bán Nhân Mã, cách Trái Đất 5.000 năm ánh sáng. Nó còn được biết đến với tên gọi tinh vân Bow Tie (tạm dịch: Nơ Bướm) và được phân loại là LEDA 3074547. Nhiệt độ của tinh vân đo được vào khoảng 1 K (−272,15 °C; −457,87 °F), khiến nó trở thành địa điểm tự nhiên lạnh nhất từng được biết đến trong vũ trụ.
Các nhà thiên văn học cho rằng tinh vân Boomerang là một hệ sao đang tiến hóa sang giai đoạn tinh vân hành tinh. Nó tiếp tục hình thành và phát triển nhờ dòng khí thoát ra từ lõi, nơi một ngôi sao trong giai đoạn cuối đời đang mất dần khối lượng và tỏa ra ánh sáng sao khiến bụi trong tinh vân trở nên rực rỡ. Những hạt bụi kích cỡ milimét che đi các phần của trung tâm tinh vân, vì vậy phần lớn ánh sáng thoát ra ở hai thùy đối diện nhau tạo nên hình dạng giống như một chiếc đồng hồ cát khi nhìn từ Trái Đất. Dòng khí trào ra di chuyển với tốc độ khoảng 164 km/s và đang giãn nở nhanh chóng khi tiến vào không gian; sự giãn nở khí chính là nguyên nhân khiến cho tinh vân có nhiệt độ thấp bất thường.
Keith Taylor và Mike Scarrott gọi đây là "tinh vân Boomerang" vào năm 1980 sau khi thực hiện quan sát bằng kính thiên văn Anglo-Australian tại đài quan sát Siding Spring. Vì không thể nhìn thấy tinh vân một cách rõ ràng, các nhà thiên văn học chỉ quan sát được một chút bất đối xứng ở các thùy của nó cho thấy hình dạng cong giống một chiếc boomerang. Về sau, bức ảnh chi tiết của tinh vân chụp bởi Kính viễn vọng không gian Hubble vào năm 1998 đã cho ra một hình dạng đồng hồ cát đối xứng hơn.
Năm 1995, sử dụng kính thiên văn Swedish-ESO Submillimetre có đường kính 15 mét ở Chile, các nhà thiên văn học đã đo được nhiệt độ tinh vân là một độ trên độ không tuyệt đối (−272,15 °C), khiến nó trở thành nơi lạnh nhất từng được biết đến trong vũ trụ, ngoài các mức nhiệt được tạo ra trong phòng thí nghiệm. Kể cả nhiệt độ bức xạ phông vi sóng vũ trụ còn sót lại từ Vụ Nổ Lớn là 2,7 K vẫn ấm hơn so với tinh vân này.
Năm 2013, các quan sát của giao thoa kế vô tuyến ALMA đã tiết lộ những đặc điểm khác của tinh vân Boomerang. Thùy đôi quan sát được của tinh vân này đang được bao quanh bởi một thể tích khí lạnh hình cầu lớn hơn chỉ có thể thấy được ở các bước sóng vô tuyến dưới milimét. Các tua bên ngoài của tinh vân dường như đang dần ấm lên.
Giữa năm 2017, các nhà thiên văn học cho rằng định tinh nằm ở trung tâm tinh vân là một ngôi sao khổng lồ đỏ đang hấp hối.

## Thư viện ảnh

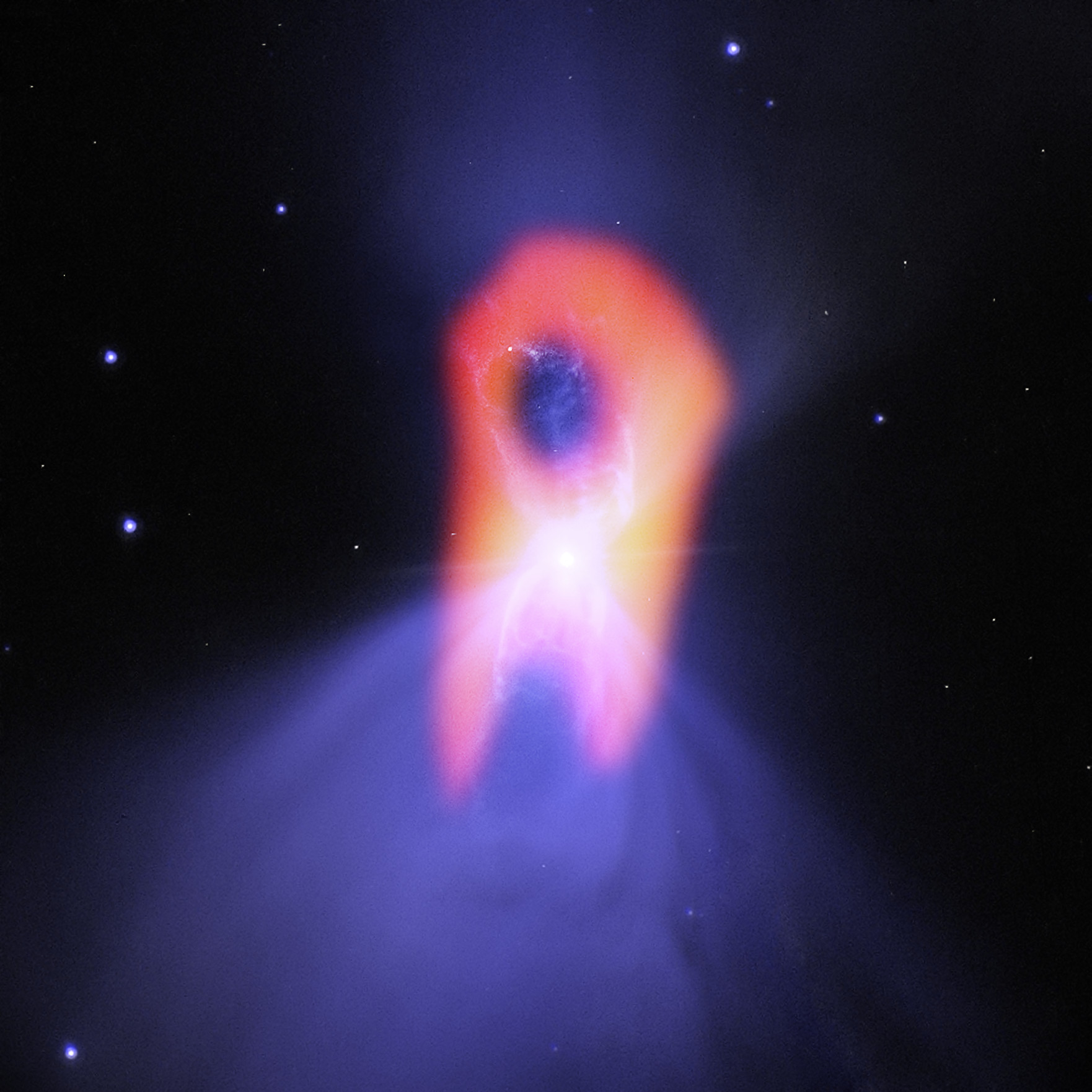
Tinh vân Boomerang chụp bởi ALMA năm 2017.
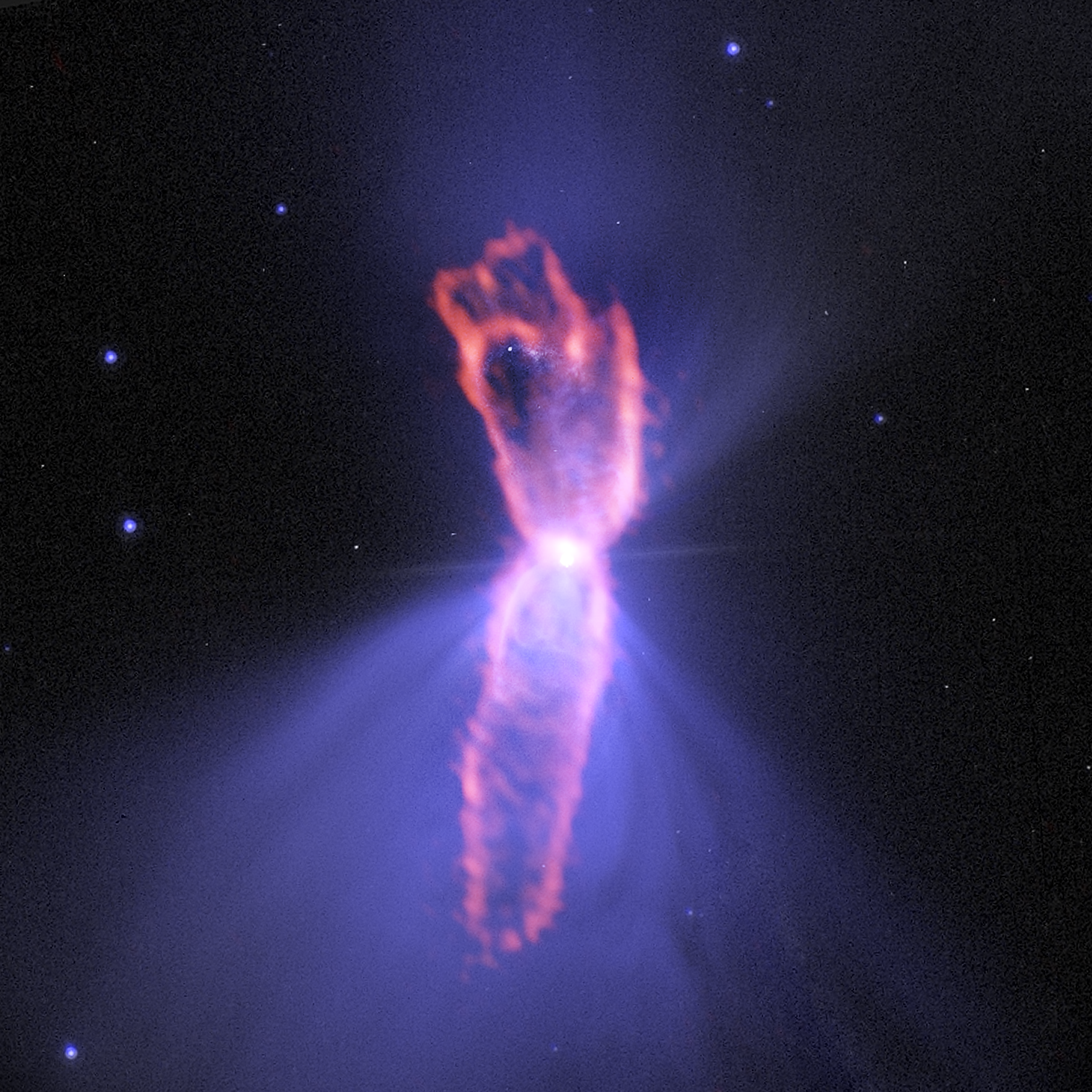
Hình dạng của tinh vân, từ bản phát hành của ALMA năm 2017.
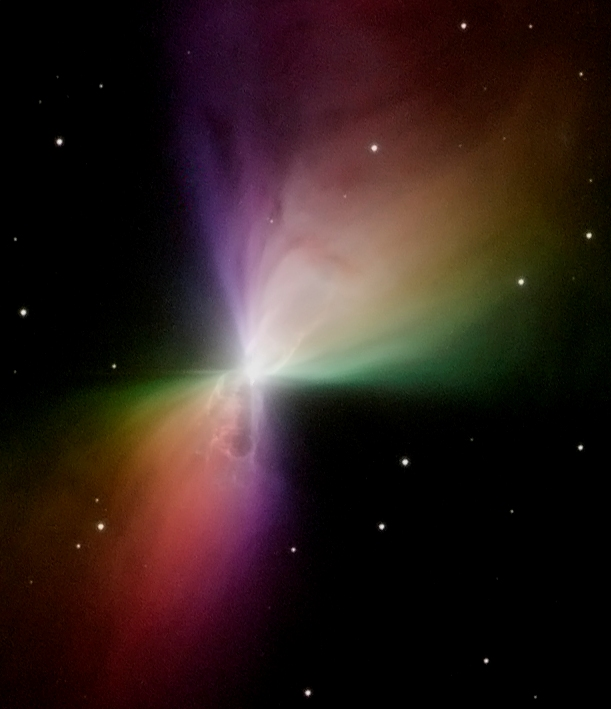
Hình ảnh này từ Hubble được ghi lại bằng bộ lọc phân cực (tương tự như kính râm phân cực) và được biểu thị bằng màu sắc theo góc liên kết với ánh sáng phân cực.
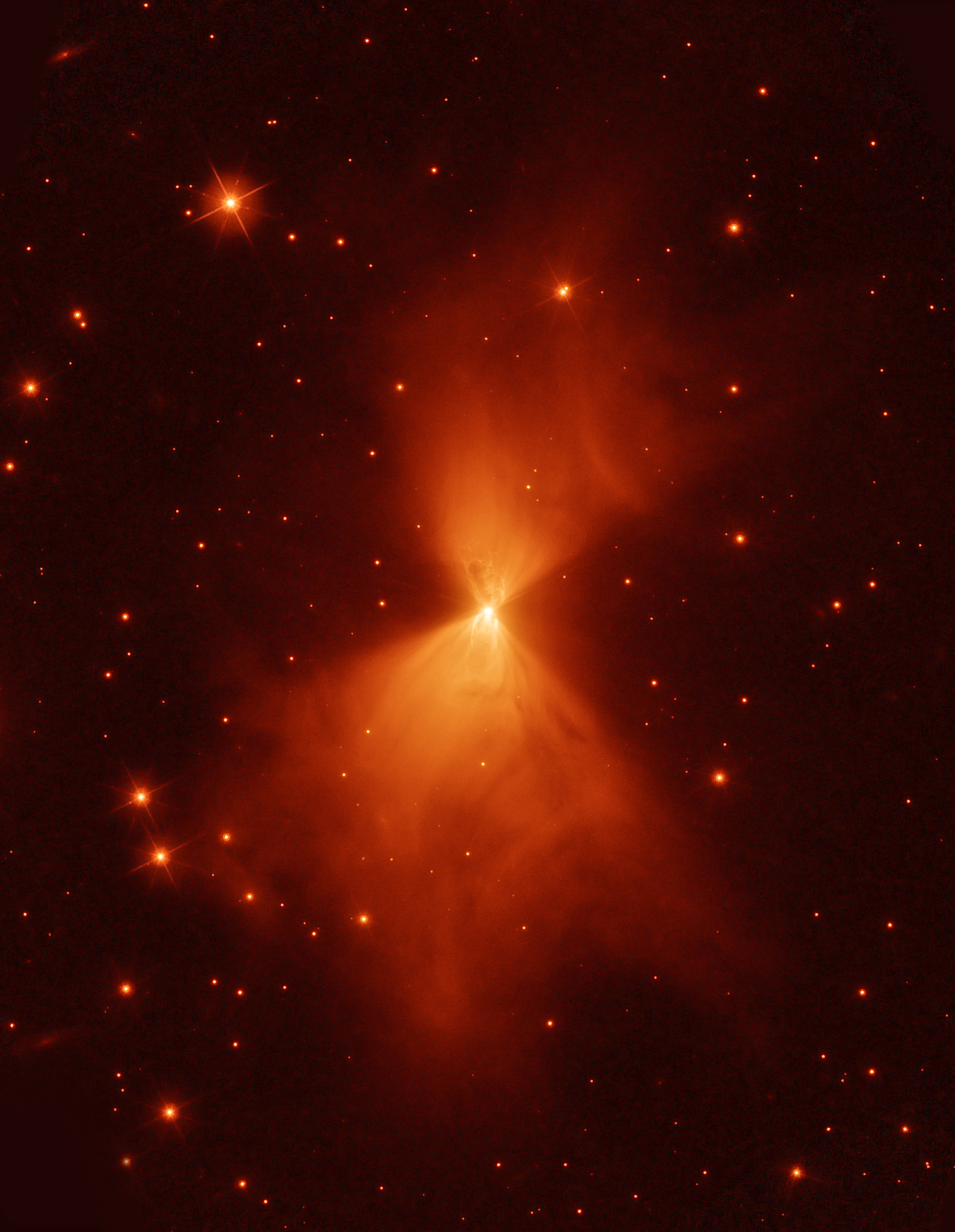
Bộ lọc màu đỏ được áp dụng cho dữ liệu đơn sắc của Hubble.